# Lucas Cotrim
Lucas Campos Machado de Bittencourt Cotrim (29 de maio de 1995) é um ator brasileiro. Estreou na televisão desde 2006 quando despontou na telenovela Alta Estação, de Margareth Boury. Em 2009, participou do filme Do Começo ao Fim, como Francisco quando criança, assim como atuou em Poder Paralelo como Gustavo. Em 2010, protagonizou o filme brasileiro Eu e Meu Guarda-Chuva, como Eugênio. Em 2011, fez o papel de Raul Costa, em Rebelde, telenovela da Record. Em 2013, interpretou Marcos, em Balacobaco, também da Record.

## Filmografia

### Televisão
| Ano     | Título          | Personagem                       | Notas |
| ------- | --------------- | -------------------------------- | ----- |
| 2006    | Alta Estação    | Vinícius Campos                  |       |
| 2007    | Amor e Intrigas | Hugo Camargo de Sousa (Huguinho) |       |
| 2009    | Poder Paralelo  | Gustavo Castellamari             |       |
| 2011–12 | Rebelde         | Raul Costa                       |       |
| 2012    | Balacobaco      | Marcos Viegas                    |       |

## Cinema
| Ano  | Título                    | Personagem                 |
| ---- | ------------------------- | -------------------------- |
| 2009 | Do Começo ao Fim          | Francisco                  |
| 2010 | Eu e Meu Guarda-Chuva     | Eugênio                    |
| 2014 | Confissões de Adolescente | Garoto no prólogo do filme |